# (21531) Billcollin
(21531) Billcollin (1998 OS) – planetoida z grupy pasa głównego asteroid okrążająca Słońce w ciągu 4,6 lat w średniej odległości 2,76 j.a. Odkryta 20 lipca 1998 roku.